# NK Vidor Srijemske Laze
NK Vidor Matijević Srijemske Laze nogometni je klub iz Srijemskih Laza.
Sponzor kluba je poznati srpski mesnoprerađivački gigant ,,Matijević" u vlasništvu Petra Matijevića, koji je podrijetlom iz Srijemskih Laza.
Natječe se u 1. ŽNL Vukovarsko-srijemskoj. 

## Povijest
Klub je osnovan 1930. godine, ali je nekoliko puta prestajao s radom. Najveći uspjesi kluba su ostvareni 80-ih godina 20. stoljeća, kada se klub natjecao u Regionalnoj ligi. U razdoblju od 1992. do 1998. godine, klub se natjecao u prvenstvu RSK, da bi nakon mirne reintegracije prestao s radom (odnosno klub nije registrirao svoju djelatnost u Republici Hrvatskoj). 28. lipnja 2004. godine, održana je osnivačka skupština NK Vidor-a, te je tada službeno klub reaktiviran.
U sezoni 2010./11. klub se uspješno natjecao u 2. ŽNL Vukovarsko-srijemskoj kada je osvojio 1. mjesto i izborio plasman u 1. ŽNL Vukovarsko-srijemsku, gdje se od tada natječe.
U sezoni 2011./12. klub se natjecao u 1. ŽNL Vukovarsko-srijemska i natjecanje završio na 2. mjestu.
Nakon sezone 2016./17. ispada iz 1. ŽNL, te se u sezoni 2017./18. natječe u 2. ŽNL.
2014. godine službeno je registrirana i "Udruga navijača NK Vidor-Matijević".

### Plasmani kluba kroz povijest
| Sezona                           | Liga                                                    | Rang               | Plasman            |
| -------------------------------- | ------------------------------------------------------- | ------------------ | ------------------ |
| 1946.                            | Kotarska nogometna liga Vinkovci Grupno natjecanje      |                    |                    |
| 1947.                            | Kotarska nogometna liga Vinkovci Grupa II               |                    |                    |
| 1948.                            | Kotarska nogometna liga Vinkovci Istočna grupa          |                    |                    |
| 1949.                            | Kotarska nogometna liga Vinkovci Grupa III              |                    |                    |
| 1950.                            | Kotarska nogometna liga Vinkovci Jedinstvena grupa      |                    |                    |
| 1951.                            | Kotarska nogometna liga Vinkovci Jedinstvena grupa      |                    |                    |
| 1953./54.                        | Kotarska nogometna liga Vinkovci Grupa I                |                    |                    |
| 1958./59.                        | 2. razred NP Vinkovci 4. grupa                          | 6.                 | 4. mjesto          |
| 1965./66.                        | Grupno prvenstvo NP Vinkovci Grupa III                  | 5.                 | 7. mjesto          |
| 1966./67.                        | Grupno prvenstvo NP Vinkovci Grupa II                   | 5.                 | otkazao natjecanje |
| 1967./68.                        | Grupno prvenstvo NP Vinkovci Grupa II                   | 5.                 | 6. mjesto          |
| 1968./69.                        | Grupno prvenstvo NP Vinkovci Grupa II                   | 5.                 | 1. mjesto          |
| 1969./70.                        | Grupno prvenstvo NP Vinkovci Grupa II                   |                    |                    |
| 1970./71.                        | Grupno prvenstvo NP Vinkovci Grupa II                   |                    | 5. mjesto          |
| 1971./72.                        | Grupno prvenstvo NP Vinkovci Grupa II                   |                    | 2. mjesto          |
| 1972./73.                        | Grupno prvenstvo NP Vinkovci Grupa III                  |                    | 1. mjesto          |
| 1973./74.                        | Grupno prvenstvo NP Vinkovci Grupa II                   |                    |                    |
| 1974./75.                        | Grupno prvenstvo NP Vinkovci Grupa II                   |                    |                    |
| 1975./76.                        | Grupno prvenstvo NP Vinkovci Grupa II                   |                    |                    |
| 1976./77.                        | Grupno prvenstvo NP Vinkovci Grupa II                   |                    | 12. mjesto         |
| 1977./78.                        | Grupno prvenstvo ONS Vinkovci Grupa II                  |                    | 6. mjesto          |
| 1978./79.                        | Grupno prvenstvo ONS Vinkovci Grupa II                  |                    |                    |
| 1979./80.                        | Grupno prvenstvo ONS Vinkovci Grupa II                  |                    | 3. mjesto          |
| 1980./81.                        | Grupno prvenstvo ONS Vinkovci Grupa II                  |                    |                    |
| 1981./82.                        | Grupno prvenstvo ONS Vinkovci Grupa II                  |                    |                    |
| 1982./83.                        | Grupno prvenstvo ONS Vinkovci Grupa II                  |                    | 1. mjesto          |
| 1983./84.                        | Općinska nogometna liga Vinkovci                        |                    | 11. mjesto         |
| 1984./85.                        | Općinska nogometna liga Vinkovci                        |                    | 1. mjesto          |
| 1985./86.                        | Međuopćinska liga Đakovo-Županja-Vinkovci               |                    | 1. mjesto          |
| 1986./87.                        | Regionalna nogometna liga Slavonije i Baranje – Jug     |                    | 5. mjesto          |
| 1987./88.                        | Međuopćinska liga Đakovo – Županja – Vinkovci           |                    |                    |
| 1988./89.                        | 1. općinska nogometna liga Vinkovci                     |                    | 14. mjesto         |
| 1990./91.                        | 1. općinska nogometna liga Vinkovci                     |                    |                    |
| 1991./92.                        | klub nije djelovao                                      | klub nije djelovao | klub nije djelovao |
| 1992./93.                        | Prvenstvo RSK – Liga Istočne Slavonije i Zapadnog Srema | 1.                 | 8. mjesto          |
| 1993. – 1998. Prvenstvo RSK      |                                                         |                    |                    |
| 1998. – 2004. klub nije djelovao |                                                         |                    |                    |
| 2004./05.                        | 3. ŽNL Vukovarsko-srijemska Grupa B                     | 7.                 |                    |
| 2005./06.                        | 3. ŽNL Vukovarsko-srijemska Grupa B                     | 7.                 | 6. mjesto          |
| 2006./07.                        | 3. ŽNL Vukovarsko-srijemska NS Vinkovci                 | 7.                 | 1. mjesto          |
| 2007./08.                        | 2. ŽNL Vukovarsko-srijemska NS Vinkovci                 | 6.                 | 11. mjesto         |
| 2008./09.                        | 3. ŽNL Vukovarsko-srijemska NS Vinkovci                 | 7.                 | 1. mjesto          |
| 2009./10.                        | 2. ŽNL Vukovarsko-srijemska NS Vinkovci                 | 6.                 | 3. mjesto          |
| 2010./11.                        | 2. ŽNL Vukovarsko-srijemska NS Vinkovci                 | 6.                 | 1. mjesto          |
| 2011./12.                        | 1. ŽNL Vukovarsko-srijemska                             | 5.                 | 2. mjesto          |
| 2012./13.                        | 1. ŽNL Vukovarsko-srijemska                             | 5.                 | 3. mjesto          |
| 2013./14.                        | 1. ŽNL Vukovarsko-srijemska                             | 5.                 | 10. mjesto         |
| 2014./15.                        | 1. ŽNL Vukovarsko-srijemska                             | 6.                 | 4. mjesto          |
| 2015./16.                        | 1. ŽNL Vukovarsko-srijemska                             | 5.                 | 10. mjesto         |
| 2016./17.                        | 1. ŽNL Vukovarsko-srijemska                             | 5.                 | 15. mjesto         |
| 2017./18.                        | 2. ŽNL Vukovarsko-srijemska NS Vinkovci                 | 6.                 |                    |